# Partia Demokratyczna - demokraci.pl
De Democratische Partij - demokraci.pl (Partia Demokratyczna - demokraci.pl, afgekort PD) was een Poolse sociaal-liberale partij, die op 7 mei 2005 werd opgericht als opvolger van de Vrijheidsunie (UW). Het initiatief tot oprichting kwam van de voorzitter van de Vrijheidsunie, Władysław Frasyniuk. Ook prominente leden van de post-communistische sociaaldemocratische SLD sympathiseerden met de nieuwe partij.

## Geschiedenis
De kern van de Democratische Partij bestond uit vroegere leden van de Vrijheidsunie. Sinds haar oprichting in 1994 had de Vrijheidsunie te kampen gehad met verdeeldheid tussen verschillende vleugels. Conservatieve vrije-markt-liberalen, progressieve sociaal-liberalen en christendemocraten verscheurden de partij. In 2001 leidde deze kampenstrijd tot een afsplitsing van de conservatieve vleugel. Onder leiding van Donald Tusk vormde deze, samen met een deel van de conservatieve AWS de nieuwe conservatief-liberale partij Burgerplatform. De Vrijheidsunie kreeg bij de verkiezingen van 2001 slechts 3,1% van de stemmen en kwam daarmee niet over de kiesdrempel van 5%. De Vrijheidsunie ging verder als sociaal-liberale partij, maar moest aan belang en macht inleveren. Bij de Europese verkiezingen van 2004 wist de partij 7% van de stemmen te behalen, waardoor ze vier Europarlementariërs mocht leveren aan het Europees Parlement. De delegatie van de Vrijheidsunie sloot zich aan bij de Alliantie van Liberalen en Democraten voor Europa.
In 2005 kwam de voorzitter van de Vrijheidsunie, Frasyniuk, met het voorstel om een nieuwe partij op te richten: de Democratische Partij. Drijvende kracht achter dit idee waren naast Frasyniuk oud-premier Tadeusz Mazowiecki en zittend vicepremier Jerzy Hausner. Toen enkele leden van de Liga van Poolse Gezinnen (LPR) lucht hadden gekregen van dit plan, registreerden zij de naam "Democratische Partij", zodat de nieuwe partij gedwongen was een andere naam te kiezen. Men koos ervoor het internetdomein van de partij aan de naam toe te voegen: "Democratische Partij - demokraci.pl". Overigens dient de partij niet te worden verward met die van de voormalige blokpartij Stronnictwo Demokratyczne (SD), hetgeen eveneens "Democratische Partij" betekent. Beide partijen hadden niets met elkaar te maken, al was er vanaf 2013 wel sprake van samenwerking.
De Democratische Partij heeft sinds haar oprichting veel steun en aandacht gekregen van media en de intelligentsia, maar de partij behaalde bij de verkiezingen van 2005 slechts 2,5% van de stemmen, waarmee de kiesdrempel niet werd overschreden. Aan de verkiezingen van 2007 werd door de partij deelgenomen als onderdeel van de centrumlinkse coalitie Links en Democraten (LiD) en drie leden van de Democratische Partij - Demokraci.pl kwamen in de Sejm terecht.
Hoewel de Democratische Partij - demokraci.pl in 2005 nog 13.000 leden telde, leidde zij een enigszins kwijnend bestaan. In 2009 nam Brygida Kuźniak het leiderschap over van oud-minister van Defensie Janusz Onyszkiewicz. In datzelfde jaar vormde de Democratische Partij met de partijen Sociaaldemocratie van Polen (SDPL) en Groenen 2004 een coalitie onder de naam Alliantie voor de Toekomst (Porozumienie dla Przyszłości), die bij de Europese verkiezingen van dat jaar echter niet meer dan 2,44% van de stemmen wist te behalen en daarmee de kiesdrempel niet overschreed. In datzelfde jaar stapten de drie parlementariërs van de Democratische Partij over naar de SD (de andere "Democratische Partij"), zodat de partij opnieuw zonder parlementaire vertegenwoordiging kwam te zitten. In 2010 verlieten opnieuw vele leden de partij om zich aan te sluiten bij het Burgerplatform of de SD. Ook bij de parlementsverkiezingen van 2011 werd geen enkel lid van de Democratische Partij verkozen.
In januari 2012 werd voormalig minister van Cultuur Andrzej Celiński verkozen tot partijvoorzitter. Hij hoopte de partij weer nieuw leven in te blazen. In 2013 ging de partij met de SD samenwerken en in juni van dat jaar traden beide partijen tot de door de Palikot-Beweging gedomineerde formatie Europa Plus toe. Ondanks eerdere toezeggingen van Celiński bleef de Democratische Partij echter buiten de nieuwe partij Jouw Beweging (Twój Ruch). Wel nam de Democratische Partij als deel van Europa Plus deel aan de Europese verkiezingen van 2014, doch deze kwam niet over de kiesdrempel en werd een dag na de verkiezingen opgeheven. Aan de parlementsverkiezingen van 2015 werd door de Democratische Partij niet meer deelgenomen.
Op 12 november 2016 ging de partij op in een nieuwe partij, de Unie van Europese Democraten (UED).

## Standpunten
- Voorstander van de Europese Grondwet
- Invoering van een 18% vlaktaks
- Meer uitgaven aan onderwijs
- Invoering van publieke gezondheidszorg

## Vertegenwoordiging
De Democratische Partij - demokraci.pl had tot 2009 drie zetels in de Sejm (het Poolse Lagerhuis) en vier in het Europees Parlement.
Het zetelaantal van de Democratische Partij en haar voorgangers in de Sejm:
| Verkiezingen | Naam                                                          | Kiezersaandeel | Zetels |
| ------------ | ------------------------------------------------------------- | -------------- | ------ |
| 1991         | Democratische Unie (UD) + Liberaal-Democratisch Congres (KLD) | 19.8%          | 99     |
| 1993         | Democratische Unie (UD)                                       | 10.6%          | 74     |
| 1997         | Vrijheidsunie (UW)                                            | 13.4%          | 60     |
| 2001         | Vrijheidsunie (UW)                                            | 3.1%           | geen   |
| 2005         | Democratische Partij (PD)                                     | 2.5%           | geen   |